# Those of the Unlight
Those of the Unlight – drugi album studyjny szwedzkiego zespołu black metalowego Marduk. Wydawnictwo ukazało się 1 października 1993 roku nakładem wytwórni muzycznej Osmose Productions. Nagrania zostały zarejestrowane w Hellspawn Studios w kwietniu 1993 roku. W 2006 roku ukazała się reedycja w wersji digipak wydanej przez Regain Records. Jest to jedyny album zespołu, na którym Joakim Göthberg jednocześnie śpiewał i grał na perkusji. Na kolejnej płycie funkcję perkusisty w grupie przejął Fredrik Andersson.
Those of the Unlight prezentuje styl bardziej black metalowy w porównaniu do pierwszej płyty, która prezentowała podejście trochę bliższe gatunkowi blackened death metal. Jest to również ostatni do płyty Plague Angel z 2004 roku album z udziałem Magnusa "Devo" Anderssona i ostatni, na którym grał on na gitarze ponieważ od swojego powrotu do zespołu w 2004 roku grał on na gitarze basowej.
Tytuł utworu "Burn My Coffin" miał być pierwotnie tytułem utworu, który miał się pojawić na albumie De Mysteriis Dom Sathanas norweskiej grupy Mayhem. Jednak tytuł ten został zmieniony przez wokalistę Deada. Później Marduk wykorzystał ten tytuł jako tytuł jednej ze swoich piosenek.

## Lista utworów
Opracowano na podstawie materiału źródłowego.
1. "Darkness Breeds Immortality - 3:49
2. "Those of the Unlight" - 4:43
3. "Wolves" - 5:50
4. "On Darkened Wings" - 4:16
5. "Burn My Coffin" - 5:15
6. "A Sculpture of the Night" - 3:29
7. "Echoes from the Past" - 7:06
8. "Stone Stands Its Silent Vigil" - 3:03

## Twórcy
Opracowano na podstawie materiału źródłowego.

- Joakim Af Gravf – śpiew, perkusja
- Devo Andersson – gitara
- Morgan Håkansson – gitara
- B. War – gitara basowa
- Misja Baas - okładka albumu
- Kim Osara - oprawa graficzna
- Dan Swanö – miksowanie